# Андски гуан
Андски гуан (лат. Penelope montagnii) је врста птице из рода Penelope, породице Cracidae. Живи у висоравнима Анда од Венецуеле и Колумбије кроз Еквадор и Перу јужно до Боливије и можда северозападне Аргентине.

## Опис
Средње је величине, 40-58 сантиметара, а тешка је 500-840 грама. Има дуго тијело са танким вратом и маленом главом, сличног облика као род ћурака, само тање и елегантније. Перје је углавном смеђе са белим ивицама на глави, врату и прсима. Подбрадак му је црвене боје, а ноге су му такође црвенкасте.

## Подврсте
Има пет подврста. То су:
- - Еквадор и југозападна Колумбија
- - Источни Кордиљери у Колумбији
- - Венецуела и Сиера де Периха
- - Перу
- - Боливија и северна Аргентина